# Pierre-Michel de Lovinfosse
Pierre-Michel de Lovinfosse (Luik, 20 november 1745 - Luik, 4 april 1821) was een Zuid-Nederlands schilder en decorateur. Samen met Edmond Plumier, Jean-Baptiste Coclers, Paul-Joseph Delcloche, Nicolas de Fassin en Léonard Defrance behoort hij tot de belangrijkste 18e-eeuwse barok- en rococoschilders in het prinsbisdom Luik.

## Levensbeschrijving
Over het leven van Pierre-Michel de Lovinfosse zijn weinig details bekend. Of hij familie was van de De Lovinfosses, die het kasteel van Lovinfosse in Ougrée bewoonden, is evenmin duidelijk. Zijn oom was de bekende Luikse schilder Paul-Joseph Delcloche. Hij was gehuwd met Marie-Élisabeth Dodémont, de weduwe van de schilder van bloemstillevens D. Deneux.
De Lovinfosse is vooral bekend als decoratieschilder, waarbij hij (en zijn opdrachtgevers) een voorkeur hadden voor chinoiserieën en pastorale of mythologische taferelen, De Lovinfosse schilderde in een lichtvoetige rococostijl, die sterk doet denken aan François Boucher. Bekend zijn de zaaldecoraties die hij realiseerde in kasteel Amstenrade, kasteel Borgharen en het kasteel van Waroux in Alleur (bij Luik). Ook maakte hij cartons voor wandtapijten voor de koninklijke tapijtweverijen.
Daarnaast schilderde hij religieuze, allegorische en historische voorstellingen en was hij portretschilder. Hij schilderde minstens tweemaal het portret van prins-bisschop Cesar van Hoensbroeck, met wie hij bevriend was en met wie hij bij het uitbreken van de Luikse Revolutie het land ontvluchtte. Later keerde hij naar Luik terug en bereikte lokaal een grote faam, vooral met zijn religieuze taferelen. Bij zijn dood liet hij een aanzienlijke schilderijencollectie achter, voornamelijk van oude Luikse meesters.

## Werken

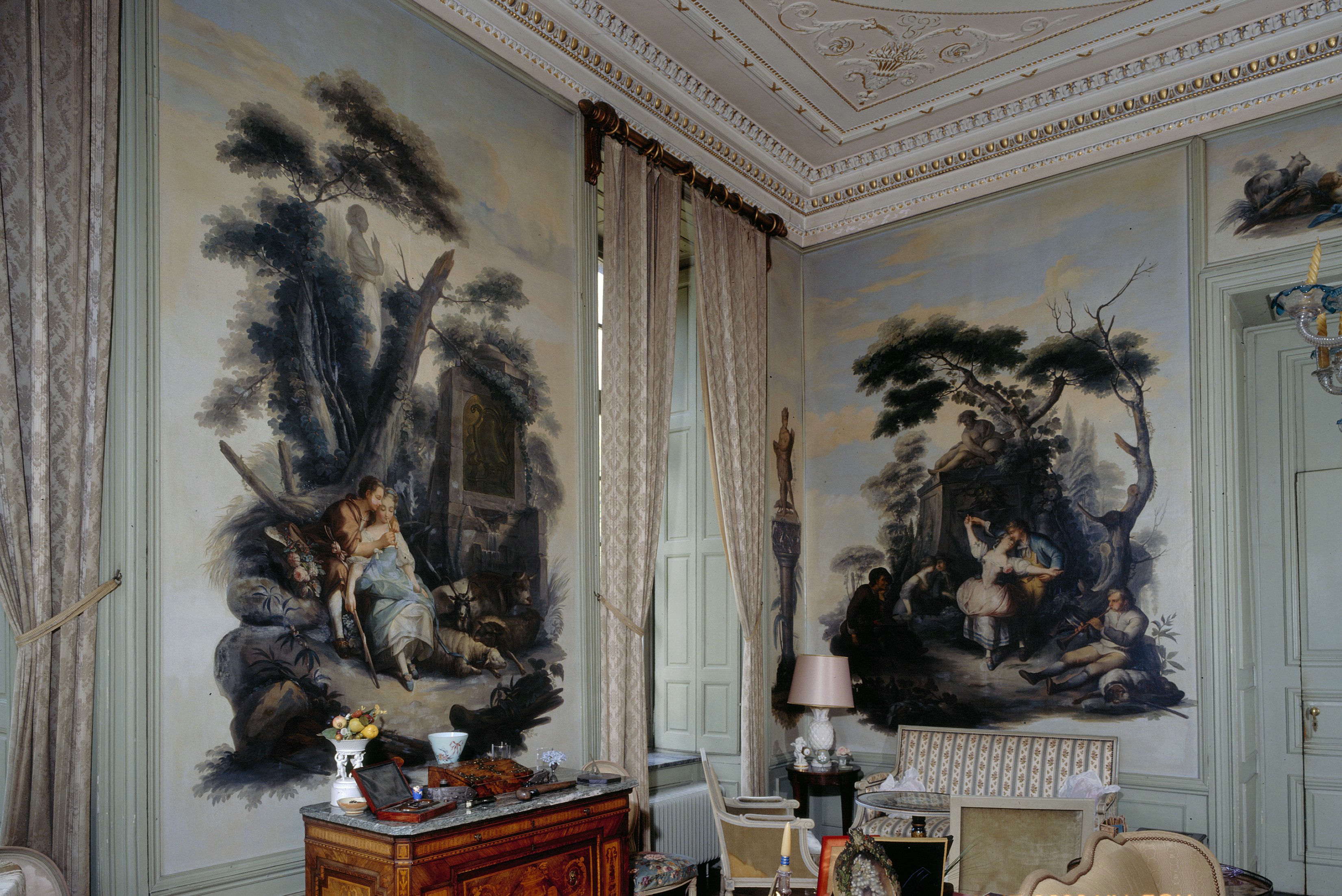
Wanddecoraties kasteel Amstenrade

- Portret van mevrouw de Lovinfosse-Dodémont, Museum voor Schone Kunsten (Luik)
- De smidse van Vulcanus, Bonnefantenmuseum, Maastricht
- Meerdere portretten van prins-bisschop van Hoensbroeck (privé-collecties)
- Elegant partijtje op het platteland met harpspelende dame en gitaarspelende man, 1771, olieverf op doek, 35 x 45 cm
- Landelijk tafereel, wanddecoratie kasteel Borgharen, 1790
- Wanddecoraties met landelijke taferelen, torenkamer kasteel Amstenrade

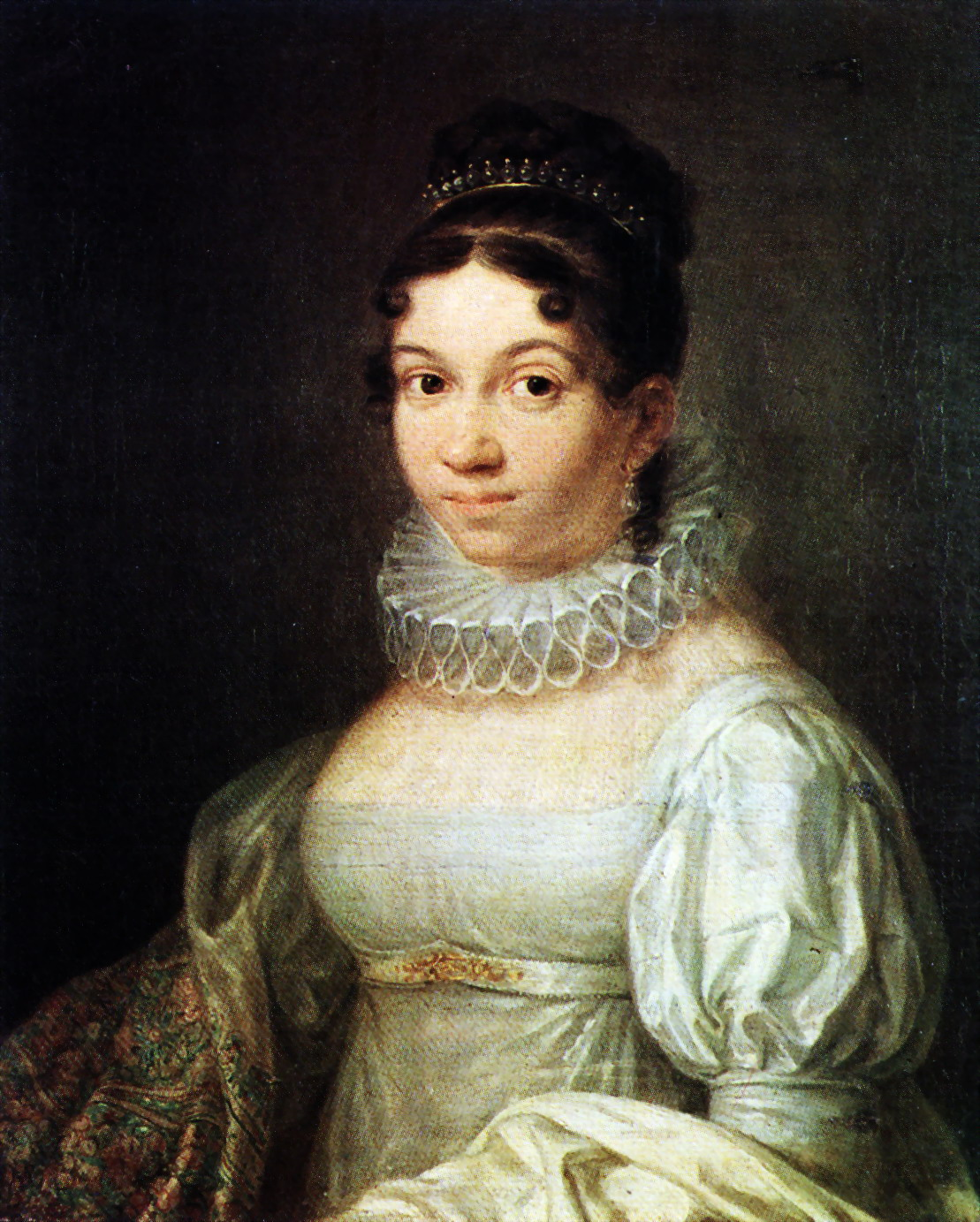
Portret Madame de Lovinfosse
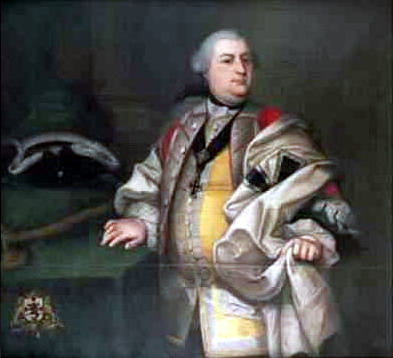
Portret prins-bisschop van Hoensbroeck
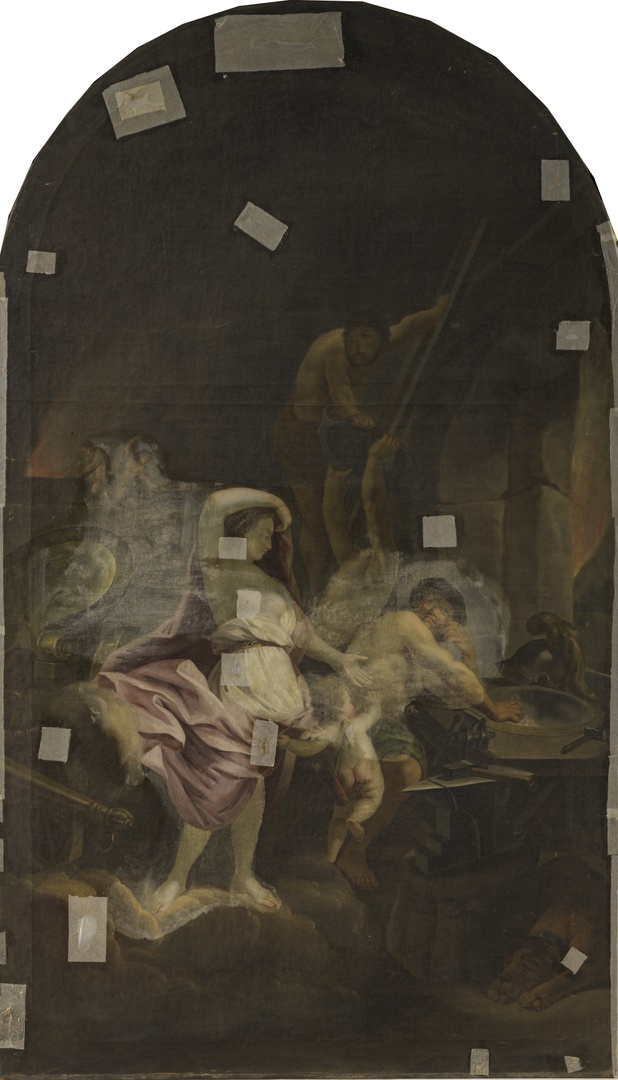
De smidse van Vulcanus, Bonnefantenmuseum
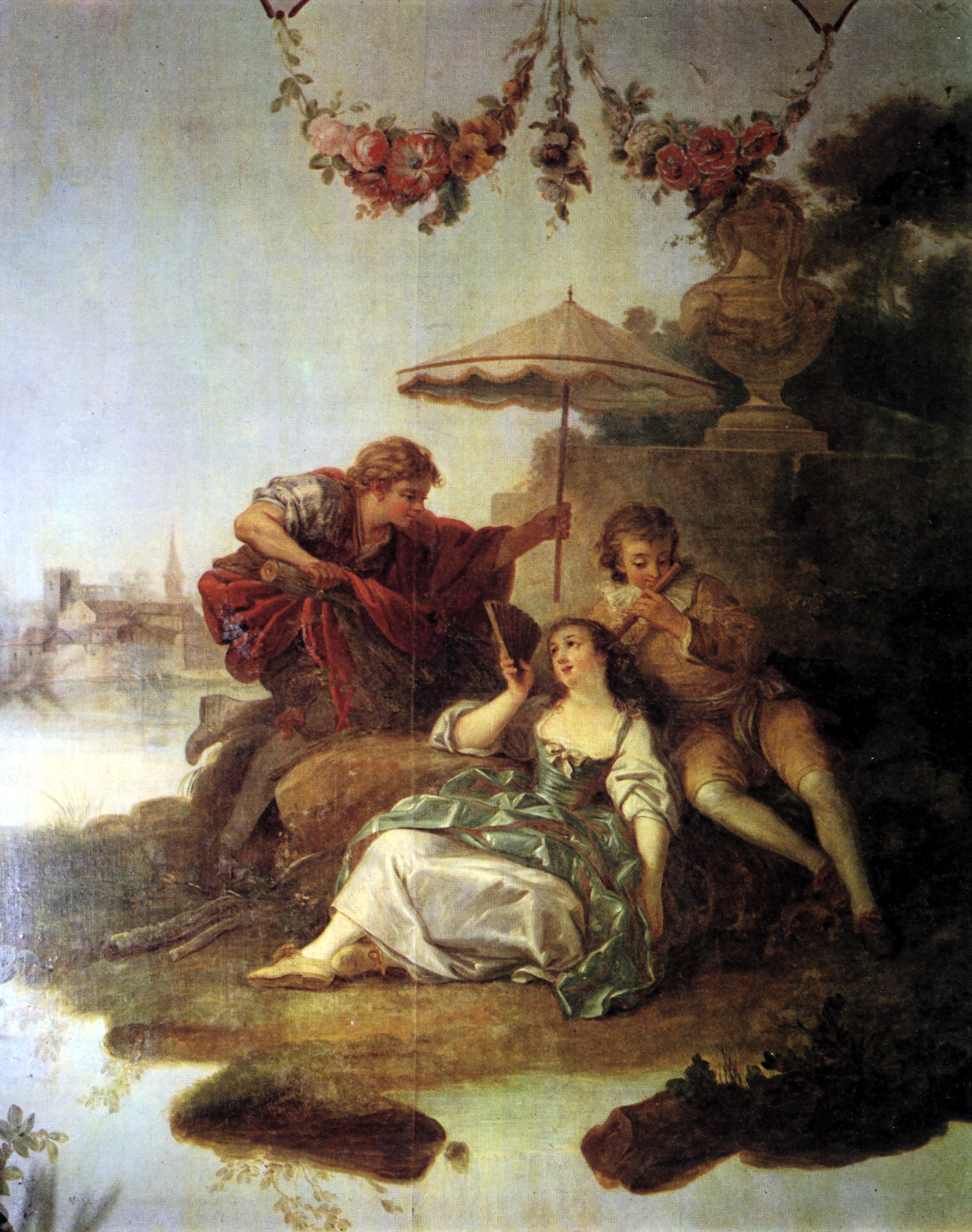
Landelijk tafereel, kasteel Borgharen